# コンドル (装甲車)
コンドル（ドイツ語: Condor）は、ドイツのティッセン＝ヘンシェル社が設計し、ティッセン兵器部門が製造する四輪式の装甲兵員輸送車（装輪装甲車）である。

## 概要
コンドル装甲車は、ウニモグのシャーシをベースとしており、エンジンやギアボックス、車軸などの主要部品を共通のものにしている。コンドルは使い勝手がよく、支援に民生用機材を流用するのが容易なため整備性も高い。
また、水陸両用能力を有するとともに、C-130 ハーキュリーズやC-160 トランザールなどの中型輸送機による空輸も容易である。
コンドル装甲車の全周囲を覆う装甲板は、小火器の銃弾や榴弾の破片、小型地雷などから車内の兵員を防護することが可能である。しかし、RPG-7を始めとする対戦車兵器に対して脆弱であり、1993年のモガディシュの戦闘において、第二次国際連合ソマリア活動のためにソマリアに派遣されていたマレーシア陸軍のコンドル装甲車は、パキスタン陸軍のM113装甲兵員輸送車およびM48戦車と共にアメリカ軍特殊部隊の救援に出動した際、1両のコンドル装甲車の操縦席部分にRPG-7の直撃弾を受け、操縦していたマレーシア兵1名が死亡している（マレーシア兵死亡の事実は、映画『ブラックホーク・ダウン』においては語られていない）。

## 派生型
コンドル装甲車は、各種の装備を装着することによって、以下の様な任務を遂行することが可能である。
- 兵員・貨物輸送
- 指揮・通信
- 偵察・監視・観測
- 連絡（伝令）
- 兵器運搬
- 対空戦闘（防空）
- 暴動鎮圧
- 国境警備
- 補給・回収
- 負傷兵後送

## 採用国
- クウェート - 8両
- マレーシア - 457両
- ポルトガル - 12両（Polícia Aérea - ポルトガル空軍憲兵隊で運用）
- タイ - 19両
- トルコ - 25両（ジャンダルマに配備）
- ウルグアイ - 2024年時点で、ウルグアイ陸軍が54両のコンドルを保有している[1]。